# Cetengraulis edentulus
Cetengraulis edentulus är en fiskart som först beskrevs av Cuvier 1829.  Cetengraulis edentulus ingår i släktet Cetengraulis och familjen Engraulidae. Inga underarter finns listade i Catalogue of Life.